# حادث تحطم طائرة الرئيس البولندي
حادثة تحطم الطائرة توبوليف تو 154 التي تقل الرئيس البولندي ليخ كاتشينسكي في 10 أبريل 2010. تحطمت الطائرة التي تقل 96 شخصا وسط ضباب كثيف عند اقترابها من مطار سمولينسك الروسي يوم السبت 10 أبريل 2010 مما أسفر عن مقتل جميع من كان على متنها. وكان على متن الطائرة كل من زوجة الرئيس البولندي ماريا كاتشينسكا ورئيس أركان الجيش البولندي وعدد من كبار ضباط الجيش إضافة إلى رئيس البنك المركزي البولندي وخمسة عشر عضوا من البرلمان البولندي و وكيل وزارة الخارجية البولندية.

خريطة الرحلة